# Deejay chiama Italia
Deejay chiama Italia è un programma radiofonico in onda dal 1991 tutti i giorni dal lunedì al venerdì dalle 10:00 alle 12:00 su Radio Deejay, condotto dai DJ Linus (direttore artistico di Radio Deejay) e Nicola Savino, con la regia di Alex Farolfi e la collaborazione (in voce e in regia) di Matteo Curti entrato in squadra nel 2010.

## La trasmissione
La trasmissione nasce nel 1991 con la conduzione del DJ Linus, che dal 1997 viene affiancato da Nicola Savino, fino a quel momento regista della trasmissione e coinvolto durante le dirette proprio dal conduttore, che lo interpellava in quanto "Uomo della Strada" o "UDS". I due hanno avviato così un sodalizio artistico, vincendo anche diversi premi come "miglior coppia radiofonica", uniti ad altrettanti premi assegnati alla trasmissione stessa.
Il programma concede largo spazio agli interventi parlati dei due conduttori, che commentano le notizie d'attualità, le ricorrenze e i fatti del giorno in maniera leggera, coinvolgendo spesso anche gli assistenti della trasmissione, come il regista Alex Farolfi, l'autore Matteo Curti e le redattrici Sara Foresti, Alessandra Patitucci e Chiara Carsenzola.
Nel 2006, in seguito all'acquisizione da parte di Elemedia (società di cui fa parte Radio Deejay) dell'emittente televisiva All Music (avvenuta due anni prima), il programma va in onda anche in televisione, mostrando attraverso 11 telecamere la vita nello studio radiofonico e della attigua redazione, seguendo anche i fuori onda dei componenti del cast e degli eventuali ospiti durante la trasmissione radiofonica dei brani musicali. Inoltre, la trasmissione è visibile anche in streaming sul sito di Radio Deejay. Dal 2009 con la chiusura di All Music la trasmissione passa su Deejay TV, che nella stagione 2015/2016 diventerà NOVE. Dal 2 ottobre al 22 dicembre 2017 la trasmissione televisiva va in onda su DMAX.
Dal 15 gennaio 2018 ritorna su Deejay TV, a seguito del ritorno di questo canale, questa volta al numero 69 del digitale terrestre.
In occasione di eventi sportivi, come è successo con i Mondiali FIFA 2006 o i Mondiali FIFA Sudafrica 2010, spesso la trasmissione concede ampio spazio al commento delle ultime novità, cambiando anche titolo a seconda di dove si svolgono le competizioni (Deejay chiama Germania nel 2006, Deejay chiama Sudafrica nel 2010). Durante i mesi estivi, la trasmissione cambia titolo in Deejay chiama estate e va in onda per alcune settimane dall'Aquafan di Riccione.
La trasmissione prevede molto frequentemente la presenza di ospiti illustri, appartenenti ai campi più eterogenei (musica, letteratura, televisione, cinema, sport), che intervengono durante l'ultima mezz'ora di trasmissione. Nella puntata del venerdì, tale spazio è riservato agli interventi di Aldo Rock (all'anagrafe Aldo Calandro) inerenti sport estremi, maratone e bicicletta (la bici, per lui, più che mezzo di spostamento o hobby, è filosofia di vita), mentre per diversi anni nella puntata del giovedì era presente uno spazio dedicato alle ultime novità editoriali curato da Daria Bignardi, intitolato Mezz'ora Daria. Nell'estate 2018 è andato in onda dalle 9 alle 11.